# Campionato mondiale di hockey su ghiaccio 1967
Il 34º Campionato mondiale di hockey su ghiaccio, valido anche come 45º campionato europeo di hockey su ghiaccio, si tenne nel periodo fra il 18 e il 29 marzo 1967 in Austria, nella città di Vienna. Questa fu la terza edizione del mondiale disputata nel paese dopo alcune gare nel 1930 e i giochi olimpici del 1964 ad Innsbruck. I tornei dei gruppi A, B e C funsero da qualificazione per il torneo olimpico di Grenoble 1968. I posti validi per il torneo olimpico erano 14: le 8 squadre del gruppo A, le migliori quattro del gruppo B e la vincitrice del gruppo C, oltre alla Francia padrona di casa.
All'edizione del 1967 si iscrissero 21 nazionali suddivise in tre gruppi. Alle sette qualificate nel Gruppo A si aggiunse la Germania Ovest, vincitrice del Gruppo B. In questo modo per la prima volta nel Gruppo A si ritrovarono le due nazionali tedesche e per la prima volta la Germania Est sconfisse la selezione dell'Ovest. A vincere il titolo mondiale per la quinta volta consecutiva fu la nazionale dell'Unione Sovietica, mentre la medaglia d'argento fu vinta dalla Svezia, seguita al terzo gradino del podio dal Canada; a causa della riduzione del Gruppo A da otto a sei squadre entrambe le nazionali tedesche retrocedettero nel Gruppo B. Perciò nei gruppi B e C non vi furono promozioni mentre le ultime due squadre del Gruppo B furono relegate nel Gruppo C.

## Campionato mondiale Gruppo A

### Girone finale
| Vienna 18 marzo 1967, ore 10:00 | Unione Sovietica | 8 – 2 (2-0; 3-1; 3-1) | Finlandia | Wiener Stadthalle |

| Vienna 18 marzo 1967, ore 14:00 | Cecoslovacchia | 6 – 2 (3-0; 1-2; 2-0) | Germania Ovest | Wiener Stadthalle |

| Vienna 18 marzo 1967, ore 15:00 | Canada | 6 – 3 (2-1; 2-0; 2-2) | Germania Est | Donauparkhalle |

| Vienna 18 marzo 1967, ore 17:00 | Svezia | 3 – 4 (2-2; 1-1; 0-1) | Stati Uniti | Wiener Stadthalle |

| Vienna 19 marzo 1967, ore 14:00 | Unione Sovietica | 7 – 2 (3-0; 2-0; 2-2) | Stati Uniti | Wiener Stadthalle |

| Vienna 19 marzo 1967, ore 17:00 | Canada | 5 – 1 (2-1; 1-0; 2-0) | Finlandia | Wiener Stadthalle |

| Vienna 20 marzo 1967, ore 14:00 | Cecoslovacchia | 6 – 0 (3-0; 2-0; 1-0) | Germania Est | Wiener Stadthalle |

| Vienna 20 marzo 1967, ore 20:30 | Svezia | 3 – 1 (0-0; 1-0; 2-1) | Germania Ovest | Wiener Stadthalle |

| Vienna 21 marzo 1967, ore 10:00 | Unione Sovietica | 12 – 0 (3-0; 4-0; 5-0) | Germania Est | Wiener Stadthalle |

| Vienna 21 marzo 1967, ore 14:00 | Finlandia | 1 – 5 (1-0; 0-3; 0-2) | Svezia | Wiener Stadthalle |

| Vienna 21 marzo 1967, ore 17:00 | Canada | 13 – 1 (5-0; 3-0; 5-1) | Germania Ovest | Wiener Stadthalle |

| Vienna 22 marzo 1967, ore 20:30 | Cecoslovacchia | 8 – 3 (3-0; 1-2; 4-1) | Stati Uniti | Wiener Stadthalle |

| Vienna 23 marzo 1967, ore 10:00 | Cecoslovacchia | 1 – 3 (0-3; 1-0; 0-0) | Finlandia | Wiener Stadthalle |

| Vienna 23 marzo 1967, ore 14:00 | Germania Est | 2 – 8 (1-2; 1-5; 0-1) | Svezia | Wiener Stadthalle |

| Vienna 23 marzo 1967, ore 17:00 | Unione Sovietica | 16 – 1 (3-1; 7-0; 6-0) | Germania Ovest | Wiener Stadthalle |

| Vienna 23 marzo 1967, ore 20:30 | Stati Uniti | 1 – 2 (0-0; 1-0; 0-2) | Canada | Wiener Stadthalle |

| Vienna 25 marzo 1967, ore 10:00 | Germania Est | 0 – 0 (0-0; 0-0; 0-0) | Stati Uniti | Wiener Stadthalle |

| Vienna 25 marzo 1967, ore 14:00 | Finlandia | 2 – 2 (1-0; 1-2; 0-0) | Germania Ovest | Wiener Stadthalle |

| Vienna 25 marzo 1967, ore 17:00 | Unione Sovietica | 9 – 1 (3-0; 3-1; 3-0) | Svezia | Wiener Stadthalle |

| Vienna 25 marzo 1967, ore 20:30 | Cecoslovacchia | 1 – 1 (3-2; 0-1; 1-0) | Canada | Wiener Stadthalle |

| Vienna 26 marzo 1967, ore 17:00 | Stati Uniti | 2 – 0 (1-0; 1-0; 0-0) | Finlandia | Wiener Stadthalle |

| Vienna 26 marzo 1967, ore 20:30 | Germania Est | 8 – 1 (2-0; 3-0; 3-1) | Germania Ovest | Wiener Stadthalle |

| Vienna 27 marzo 1967, ore 17:00 | Cecoslovacchia | 5 – 5 (4-2; 0-1; 1-2) | Svezia | Wiener Stadthalle |

| Vienna 27 marzo 1967, ore 20:30 | Unione Sovietica | 2 – 1 (0-1; 1-0; 1-0) | Canada | Wiener Stadthalle |

| Vienna 28 marzo 1967, ore 14:00 | Germania Est | 1 – 5 (1-4; 0-1; 0-0) | Finlandia | Wiener Stadthalle |

| Vienna 28 marzo 1967, ore 17:00 | Stati Uniti | 8 – 3 (4-0; 3-1; 1-2) | Germania Ovest | Wiener Stadthalle |

| Vienna 29 marzo 1967, ore 14:00 | Canada | 0 – 6 (0-3; 0-2; 0-1) | Svezia | Wiener Stadthalle |

| Vienna 29 marzo 1967, ore 17:00 | Cecoslovacchia | 2 – 4 (1-1; 0-1; 1-2) | Unione Sovietica | Wiener Stadthalle |

| Pos. |                  | PG | V | N | P | GF | GS | DR  | Pt |
| 1.   | Unione Sovietica | 7  | 6 | 1 | 0 | 55 | 7  | +48 | 14 |
| 2.   | Svezia           | 7  | 4 | 1 | 2 | 32 | 15 | +17 | 9  |
| 3.   | Canada           | 7  | 4 | 1 | 2 | 33 | 10 | +23 | 9  |
| 4.   | Cecoslovacchia   | 7  | 3 | 2 | 2 | 26 | 17 | +9  | 8  |
| 5.   | Stati Uniti      | 7  | 3 | 1 | 3 | 12 | 30 | -18 | 7  |
| 6.   | Finlandia        | 7  | 2 | 1 | 4 | 18 | 39 | -21 | 5  |
| 7.   | Germania Est     | 7  | 1 | 1 | 5 | 18 | 43 | -25 | 3  |
| 8.   | Germania Ovest   | 7  | 0 | 1 | 6 | 11 | 44 | -33 | 1  |

### Graduatoria finale
| Pos | Squadra          |
| --- | ---------------- |
|     | Unione Sovietica |
|     | Svezia           |
|     | Canada           |
| 4   | Cecoslovacchia   |
| 5   | Stati Uniti      |
| 6   | Finlandia        |
| 7   | Germania Est     |
| 8   | Germania Ovest   |

| Retrocesse nel Gruppo B: | Germania Est Germania Ovest |

| Campione del mondo di hockey su ghiaccio 1967 |
| Unione Sovietica 7º titolo                    |

| Pos | Squadra          | Formazione |
| --- | ---------------- | --- |
|     | Unione Sovietica | Viktor Konovalenko, Viktor Zinger, Aleksandr Ragulin, Ėduard Ivanov, Viktor Kuz'kin, Vitalij Davydov, Valerij Nikitin, Oleg Zajcev, Viktor Jaroslavcev, Vjačeslav Staršinov, Boris Majorov, Vladimir Vikulov, Viktor Polupanov, Anatolij Firsov, Viktor Jakušev, Aleksandr Al'metov, Veniamin Aleksandrov, Aleksandr Jakušev |
|     | Svezia           | Leif Holmqvist, Kjell Svensson, Gert Blomé, Arne Carlsson, Nils Johansson, Eilert Määttä, Bert-Ola Nordlander, Roland Stoltz, Folke Bengtsson, Leif Henriksson, Stig-Göran Johansson, Hans Lindberg, Lars-Göran Nilsson, Nisse Nilsson, Björn Palmqvist, Ronald Pettersson, Ulf Sterner, Carl-Göran Öberg                    |
|     | Canada           | Seth Martin, Wayne Stephenson, Carl Brewer, Paul Conlin, Gary Begg, Terry O'Malley, Barry McKenzie, Jack Bownass, Marshall Johnson, Fran Huck, Morris Mott, Adolfo Tambellini, Roger Bourbonnais, Ted Hargreaves, Bill MacMillan, Gary Dineen, Jean Cusson, Ray Cadieux                                                      |

### Riconoscimenti
Riconoscimenti individuali
| Premio             | Giocatore       |
| ------------------ | --------------- |
| Miglior portiere   | Carl Wetzel     |
| Miglior difensore  | Vitalij Davydov |
| Miglior attaccante | Anatolij Firsov |

All-Star Team
| Attacco:  | Venjamin Aleksandrov - Aleksandr Al'metov - Anatolij Firsov |
| Difesa:   | Aleksandr Ragulin - Carl Brewer                             |
| Portiere: | Carl Wetzel                                                 |

### Campionato europeo
Il torneo fu valido anche per il 45º campionato europeo. Il titolo continentale fu assegnato secondo una classifica che teneva conto solo degli scontri tra le squadre europee nel campionato mondiale; la vittoria andò per l'undicesima volta all'Unione Sovietica, vincitrice del titolo mondiale.
| Pos | Squadra          |
| --- | ---------------- |
|     | Unione Sovietica |
|     | Svezia           |
|     | Cecoslovacchia   |
| 4   | Finlandia        |
| 5   | Germania Est     |
| 6   | Germania Ovest   |

## Campionato mondiale Gruppo B
| Vienna 18 marzo 1967 | Ungheria | 6 – 6 (1-2; 0-3; 5-1) | Jugoslavia | Donauparkhalle |

| Vienna 18 marzo 1967 | Norvegia | 1 – 3 (0-0; 0-2; 1-1) | Polonia | Donauparkhalle |

| Vienna 18 marzo 1967 | Romania | 7 – 2 (4-0; 1-0; 2-2) | Svizzera | Donauparkhalle |

| Vienna 18 marzo 1967 | Austria | 2 – 4 (2-2; 0-2; 0-0) | Italia | Wiener Stadthalle |

| Vienna 20 marzo 1967 | Jugoslavia | 3 – 3 (0-2; 2-0; 1-1) | Polonia | Donauparkhalle |

| Vienna 20 marzo 1967 | Italia | 2 – 7 (1-4; 0-2; 1-1) | Romania | Donauparkhalle |

| Vienna 20 marzo 1967 | Svizzera | 2 – 5 (0-3; 1-2; 1-0) | Norvegia | Donauparkhalle |

| Vienna 20 marzo 1967 | Austria | 5 – 4 (2-1; 1-2; 2-1) | Ungheria | Wiener Stadthalle |

| Vienna 21 marzo 1967 | Polonia | 7 – 3 (3-1; 3-1; 1-1) | Ungheria | Donauparkhalle |

| Vienna 21 marzo 1967 | Jugoslavia | 8 – 3 (3-2; 3-1; 2-0) | Austria | Donauparkhalle |

| Vienna 21 marzo 1967 | Romania | 3 – 2 (1-0; 2-0; 0-2) | Norvegia | Donauparkhalle |

| Vienna 21 marzo 1967 | Italia | 7 – 5 (3-2; 3-1; 1-2) | Svizzera | Donauparkhalle |

| Vienna 23 marzo 1967 | Romania | 2 – 5 (1-2; 0-1; 1-2) | Ungheria | Donauparkhalle |

| Vienna 23 marzo 1967 | Jugoslavia | 4 – 2 (2-0; 1-2; 1-0) | Italia | Donauparkhalle |

| Vienna 23 marzo 1967 | Svizzera | 1 – 7 (1-1; 0-4; 0-2) | Polonia | Donauparkhalle |

| Vienna 23 marzo 1967 | Norvegia | 5 – 2 (0-0; 1-0; 4-2) | Austria | Donauparkhalle |

| Vienna 25 marzo 1967 | Italia | 4 – 4 (2-3; 1-1; 1-0) | Ungheria | Donauparkhalle |

| Vienna 25 marzo 1967 | Polonia | 3 – 3 (0-1; 1-1; 2-1) | Romania | Donauparkhalle |

| Vienna 25 marzo 1967 | Norvegia | 9 – 2 (4-0; 2-1; 3-1) | Jugoslavia | Donauparkhalle |

| Vienna 25 marzo 1967 | Austria | 5 – 2 (3-2; 1-0; 4-0) | Svizzera | Donauparkhalle |

| Vienna 27 marzo 1967 | Ungheria | 5 – 6 (3-3; 2-0; 0-3) | Norvegia | Donauparkhalle |

| Vienna 27 marzo 1967 | Polonia | 2 – 0 (1-0; 0-0; 1-0) | Italia | Donauparkhalle |

| Vienna 27 marzo 1967 | Svizzera | 3 – 3 (1-2; 2-0; 0-1) | Jugoslavia | Donauparkhalle |

| Vienna 27 marzo 1967 | Austria | 4 – 4 (1-0; 0-3; 4-0) | Romania | Donauparkhalle |

| Vienna 28 marzo 1967 | Norvegia | 7 – 4 (2-0; 3-2; 2-2) | Italia | Donauparkhalle |

| Vienna 28 marzo 1967 | Ungheria | 3 – 7 (0-4; 1-3; 2-0) | Svizzera | Donauparkhalle |

| Vienna 28 marzo 1967 | Jugoslavia | 3 – 5 (0-2; 2-2; 1-1) | Romania | Donauparkhalle |

| Vienna 28 marzo 1967 | Austria | 2 – 7 (1-0; 1-2; 0-5) | Polonia | Wiener Stadthalle |

| Pos. |            | PG | V | N | P | GF | GS | DR  | Pt |
| 1.   | Polonia    | 7  | 5 | 2 | 0 | 32 | 13 | +19 | 12 |
| 2.   | Romania    | 7  | 5 | 2 | 0 | 34 | 18 | +16 | 12 |
| 3.   | Norvegia   | 7  | 5 | 0 | 2 | 35 | 21 | +14 | 10 |
| 4.   | Jugoslavia | 7  | 2 | 3 | 2 | 29 | 31 | -2  | 7  |
| 5.   | Italia     | 7  | 2 | 1 | 4 | 23 | 31 | -8  | 5  |
| 6.   | Austria    | 7  | 2 | 1 | 4 | 23 | 34 | -11 | 5  |
| 7.   | Svizzera   | 7  | 1 | 1 | 5 | 22 | 37 | -15 | 3  |
| 8.   | Ungheria   | 7  | 0 | 2 | 5 | 27 | 40 | -13 | 2  |

| Retrocesse nel Gruppo C: | Svizzera Ungheria |

## Campionato mondiale Gruppo C
| Vienna 19 marzo 1967 | Bulgaria | 10 – 3 (3-2; 4-0; 3-1) | Paesi Bassi | Donauparkhalle |

| Vienna 19 marzo 1967 | Giappone | 11 – 2 (3-0; 3-1; 5-1) | Danimarca | Donauparkhalle |

| Vienna 20 marzo 1967 | Francia | 2 – 3 (0-1; 1-1; 1-1) | Bulgaria | Donauparkhalle |

| Vienna 22 marzo 1967 | Bulgaria | 2 – 8 (0-2; 1-3; 1-3) | Giappone | Donauparkhalle |

| Vienna 22 marzo 1967 | Francia | 6 – 12 (1-6; 4-0; 1-6) | Paesi Bassi | Donauparkhalle |

| Vienna 23 marzo 1967 | Danimarca | 5 – 2 (0-0; 2-1; 3-1) | Francia | Donauparkhalle |

| Vienna 26 marzo 1967 | Danimarca | 8 – 9 (3-3; 2-2; 3-4) | Paesi Bassi | Donauparkhalle |

| Vienna 26 marzo 1967 | Francia | 2 – 7 (0-1; 2-4; 0-2) | Giappone | Donauparkhalle |

| Vienna 27 marzo 1967 | Bulgaria | 2 – 4 (0-0; 1-2; 1-2) | Danimarca | Donauparkhalle |

| Vienna 28 marzo 1967 | Giappone | 20 – 2 (4-1; 7-1; 9-0) | Paesi Bassi | Donauparkhalle |

| Pos. |             | PG | V | N | P | GF | GS | DR  | Pt |
| 1.   | Giappone    | 4  | 4 | 0 | 0 | 46 | 8  | +38 | 8  |
| 2.   | Bulgaria    | 4  | 2 | 0 | 2 | 17 | 17 | 0   | 4  |
| 3.   | Danimarca   | 4  | 2 | 0 | 2 | 19 | 24 | -5  | 4  |
| 4.   | Francia     | 4  | 1 | 0 | 3 | 18 | 21 | -3  | 2  |
| 5.   | Paesi Bassi | 4  | 1 | 0 | 3 | 20 | 50 | -30 | 2  |